# Equisetidae

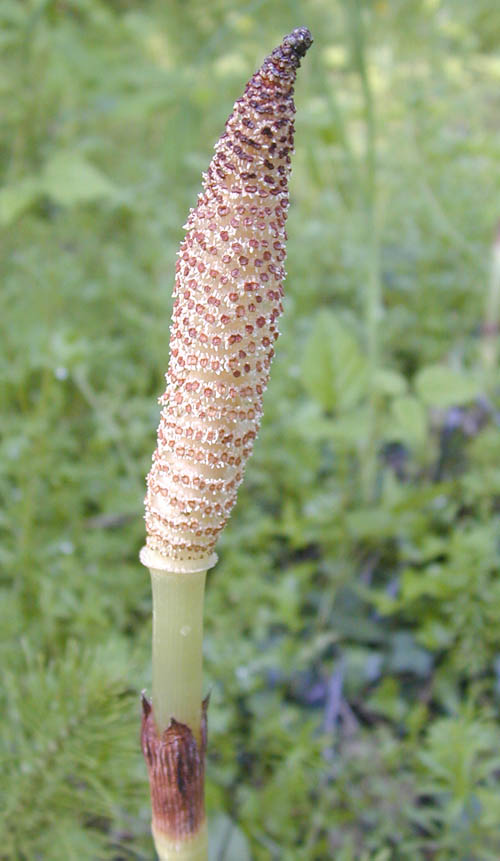
Estróbilo terminal de Equisetum telmateia num caule não ramificado.

Equisetidae é uma das quatro subclasses de pteridófitos da classe Polypodiopsida, um grupo de plantas vasculares com um registo fóssil que remonta ao Devónico. São vulgarmente conhecidos como cavalinhas. Crescem tipicamente em zonas húmidas, com espirais de ramos em forma de agulha que irradiam a intervalos regulares a partir de um único caule vertical.

## Descrição
Os membro de Equisetidae foram durante muito tempo considerados como integrando uma divisão separada de plantas com esporos e denominados Equisetophyta, Arthrophyta, Calamophyta ou Sphenophyta. Quando tratados como uma classe, os nomes Equisetopsida s.s. e Sphenopsida também têm sido usados. São atualmente reconhecidos como parentes próximos dos pteridófitos integrados na classe Polypodiopsida, dos quais formam uma linhagem especializada. No entanto, a divisão entre as cavalinhas e os outros fetos é tão antiga que muitos botânicos, especialmente os paleobotânicos, ainda consideram este grupo como fundamentalmente separado a um nível taxonómico superior.
As cavalinhas são constituídas por caules fotossintetizantes, segmentados, ocos, por vezes cheios de medula.  Na junção (o nó, ver diagrama) entre cada segmento encontra-se um verticilo de folhas.  No único género extante Equisetum, estas são pequenas folhas (micrófilos) com um traço vascular singular, fundidas numa bainha em cada nó do caule.  No entanto, as folhas de Equisetum provavelmente surgiram pela redução de megafilos, como evidenciado por formas fósseis primitivas como †Sphenophyllum, nas quais as folhas são largas com venação ramificada.
Os feixes vasculares trifurcam nos nós, com o ramo central tornando-se a veia de uma microfila, e os outros dois movendo-se para a esquerda e para a direita para se fundir com os novos ramos dos seus vizinhos. O sistema vascular em si é semelhante ao das eustelas das plantas vasculares, que evoluíram independentemente num processo de evolução convergente.  O alongamento muito rápido dos entrenós resulta na formação de uma cavidade medular e um anel de canais carinais formado pela rutura do xilema primário. Espaços similares, os canais valeculares, são formados no córtex. Devido à natureza mais macia do floema, estes são muito raramente vistos em instâncias fósseis.
Nas †Calamitaceae, o xilema secundário (mas não o floema secundário) era secretado à medida que o câmbio crescia para fora, produzindo um caule lenhoso e permitindo que as plantas crescessem até 10 m de altura. Todas as espécies extantes de Equisetum são herbáceas, e perderam a capacidade de produzir crescimento secundário.
As partes subterrâneas das plantas consistem em rizomas articulados, dos quais emergem raízes e eixos aéreos. As plantas têm meristemas intercalares em cada segmento do caule e do rizoma, que crescem à medida que a planta se torna mais alta. Isto contrasta com a maioria das plantas com sementes, que crescem a partir de um meristema apical, ou seja, o novo crescimento vem apenas das pontas de crescimento (e alargamento dos caules).
As cavalinhas apresentam cones (tecnicamente estróbilos) nas pontas de alguns caules. Estes cones são constituídos por esporangióforos dispostos em espiral, que produzem esporângios nas suas extremidades e, nas cavalinhas extantes, cobrem os esporos externamente, formando uma estrutura semelhante a sacos pendurados num guarda-chuva, com a sua pega embutida no eixo do cone. Nos grupos extintos, os esporos eram ainda mais protegidos pela presença de espirais de brácteas, grandes microfilos pontiagudos que sobressaem do cone.
As cavalinhas existentes são homosporadas, mas aparecem no registo fóssil algumas espécies extintas heterosporadas, entre as quais †Calamostachys casheana . Os esporângios abrem-se por deiscência lateral para libertar os esporos. Os esporos possuem elatérios característicos, anexos distintivos em forma de mola que são higroscópicos, isto é, mudam a sua configuração na presença de água, ajudando os esporos a moverem-se e auxiliando a sua dispersão.
| |  |  |
| Secção transversal de um estróbilo; podem ser vistos esporangióforos, com esporângios (cápsulas de esporos) cheios de esporos. |  |  |

## Taxonomia e filogenia

### Classificação
As cavalinhas e os seus parentes fósseis há muito que são reconhecidos como distintos das outras plantas vasculares sem sementes, como os fetoss (Polypodiopsida). Antes do advento da moderna filogenia molecular, a relação deste grupo com outras plantas vivas e fósseis era considerada problemática. POr isso, devido às suas relações filogenéticas pouco claras, a classificação que os sistematas atribuíram às cavalinhas variou de ordem a divisão.  Quando reconhecida como uma divisão separada, a literatura usa muitos nomes, incluindo Arthrophyta, Calamophyta, Sphenophyta, e Equisetophyta. Outros autores consideraram o mesmo grupo como uma classe, quer dentro de uma divisão constituída pelas plantas vasculares, quer, mais recentemente, dentro de um grupo alargado de pteridófitas. Quando classificado como uma classe, o grupo foi denominado Equisetopsida ou Sphenopsida.
Análises filogenéticas modernas, efectuadas em 2001, demonstraram que as cavalinhas pertencem firmemente ao clado dos pteridófitos e por essa via às plantas vasculares. Smith et al. (2006) efectuou a primeira classificação de alto nível de pteridófitas publicada na era da filogenética molecular, e considerou os fetos (monilófitas) como compreendendo quatro classes, com as cavalinhas como classe Equisetopsida sensu stricto (esta distinção é necessária devido ao uso alternativo de Equisetopsida sensu lato como sinónimo de todas as plantas terrestres (Embryophyta) com grau de classe.).
Mark W. Chase e James L. Reveal (2009) tratou as cavalinhas como a subclasse Equisetidae da classe Equisetopsida sensu lato. A classificação de consenso produzida pelo Grupo de Filogenia das Pteridófitas em 2016 também coloca as cavalinhas na subclasse Equisetidae, mas na classe Polypodiopsida (fetos amplamente definidos).

### Filogenia
O diagrama seguinte mostra uma provável relação filogénica entre a subclasse Equisetidae e as outras subclasses de fetos, de acordo com o Pteridophyte Phylogeny Group:

|  | Ophioglossidae                                               |
|  |                                                              |
|  | \| \| Marattiidae \| \| \| \| \| \| Polypodiidae \| \| \| \| |
|  |                                                              |
|  | Marattiidae                                                  |
|  |                                                              |
|  | Polypodiidae                                                 |
|  |                                                              |

|  | Marattiidae  |
|  |              |
|  | Polypodiidae |
|  |              |

|  | Ophioglossidae                                               |
|  |                                                              |
|  | \| \| Marattiidae \| \| \| \| \| \| Polypodiidae \| \| \| \| |
|  |                                                              |
|  | Marattiidae                                                  |
|  |                                                              |
|  | Polypodiidae                                                 |
|  |                                                              |

|  | Marattiidae  |
|  |              |
|  | Polypodiidae |
|  |              |

Um estudo de 2018, realizado por Elgorriaga et al., sugere que as relações dentro dos Equisetidae são as mostradas no seguinte cladograma:

|  | A.G. clado (†Paracalamitina, †Cruciaetheca) |
|  |                                             |
|  | †Calamitaceae                               |
|  |                                             |

|  | †Neocalamitaceae |
|  |                  |
|  | Equisetaceae     |
|  |                  |

|  | A.G. clado (†Paracalamitina, †Cruciaetheca) |
|  |                                             |
|  | †Calamitaceae                               |
|  |                                             |

|  | †Neocalamitaceae |
|  |                  |
|  | Equisetaceae     |
|  |                  |

|  | A.G. clado (†Paracalamitina, †Cruciaetheca) |
|  |                                             |
|  | †Calamitaceae                               |
|  |                                             |

|  | †Neocalamitaceae |
|  |                  |
|  | Equisetaceae     |
|  |                  |

|  | A.G. clado (†Paracalamitina, †Cruciaetheca) |
|  |                                             |
|  | †Calamitaceae                               |
|  |                                             |

|  | †Neocalamitaceae |
|  |                  |
|  | Equisetaceae     |
|  |                  |

|  | A.G. clado (†Paracalamitina, †Cruciaetheca) |
|  |                                             |
|  | †Calamitaceae                               |
|  |                                             |

|  | †Neocalamitaceae |
|  |                  |
|  | Equisetaceae     |
|  |                  |

|  | A.G. clado (†Paracalamitina, †Cruciaetheca) |
|  |                                             |
|  | †Calamitaceae                               |
|  |                                             |

|  | †Neocalamitaceae |
|  |                  |
|  | Equisetaceae     |
|  |                  |

|  | A.G. clado (†Paracalamitina, †Cruciaetheca) |
|  |                                             |
|  | †Calamitaceae                               |
|  |                                             |

|  | †Neocalamitaceae |
|  |                  |
|  | Equisetaceae     |
|  |                  |

|  | A.G. clado (†Paracalamitina, †Cruciaetheca) |
|  |                                             |
|  | †Calamitaceae                               |
|  |                                             |

|  | †Neocalamitaceae |
|  |                  |
|  | Equisetaceae     |
|  |                  |

De acordo com o estudo, a idade do grupo coroa de Equisetum data, pelo menos, do Cretáceo Inferior e, muito provavelmente, do Jurássico.
Na sua presente circunscrição taxonómica, a subclasse Equisetidae contém uma única ordem extante, Equisetales. Esta ordem consiste numa única família monotípica, Equisetaceae, com um género Equisetum. Equisetum agrupa cerca de 20 espécies.

### Registo fóssil
As cavalinhas extantes representam uma pequena fração da diversidade de cavalinhas que existiu no passado. Houve, pelo menos, três ordens de Equisetidae: (1) †Pseudoborniales, apareceram pela primeira vez no final do Devoniano; (2) †Sphenophyllales, um membro dominante dos sub-bosques do Carbonífero, prosperaram até ao Cisuraliano em meados do Permiano; e (3) Equisetales existiam, juntamente com os †Sphenophyllales, mas diversificaram-se à medida que esse grupo se extinguia, diminuindo gradualmente em diversidade até ao género único atual Equisetum.
Estes organismos aparecem pela primeira vez no registo fóssil durante o Devoniano tardio, uma época em que as plantas terrestres estavam a passar por uma rápida diversificação, com raízes, sementes e folhas tendo acabado de evoluir. No entanto, as plantas já estavam na Terra há quase 100 milhões de anos, com a primeira evidência de plantas terrestres datando de 475 milhões de anos atrás.